# Alfa Caeli
Alfa Caeli (α Caeli, förkortad Alfa Cae, α Cae), som är stjärnans Bayer-beteckning, är en dubbelstjärna i mellersta delen av stjärnbilden Gravstickeln. Den har en visuell magnitud som varierar 4,44, är den ljusaste stjärnan i stjärnbilden och är synlig för blotta ögat där ljusföroreningar ej förekommer. Baserat på parallaxmätning inom Hipparcosuppdraget på ca 49,7 mas, beräknas den befinna sig på ett avstånd av ca 66 ljusår (20 parsek) från solen.
Alfa Caeli kretsar runt Vintergatan med ett genomsnittligt avstånd på 8 006 kpc från dess centrum och med en excentricitet hos omloppsbanan på 0,07. Banan ligger nära det galaktiska planet och sträcker sig inte mer än 0,05 kpc över eller under detta plan. Stjärnan ingår troligen i Ursa Major rörelsegrupp av stjärnor som har liknande kinematiska egenskaper och troligen härstammar från samma stjärnhop.

## Egenskaper
Primärstjärnan Alfa Caeli A är en gul till vit stjärna i huvudserien av spektralklass F2 V. Den har en massa som är ca 1,5 gånger solens massa, en radie som är ca 1,3 gånger solens radie och avger ca 5,7 gånger mer energi än solen från dess fotosfär vid en effektiv temperatur på ca 7 000 K.
Följeslagaren är en röd dvärgstjärna av spektralklass M0.5V med magnitud 9,80. Den är en variabel stjärna av UV Ceti-typ som genomgår slumpmässiga ökningar i magnitud. Denna stjärna är för närvarande separerad från primärstjärnan med 6,6 bågsekunder, vilket anger en omloppsbana med en halvstoraxel med förväntat värde på 206 AE.